# Villa Veritti
Villa Veritti, detta anche Casa Veritti, è una villa unifamiliare costruita a Udine da Carlo Scarpa tra il 1955 e il 1961, tra le prime residenze progettate dall'architetto.

## Storia

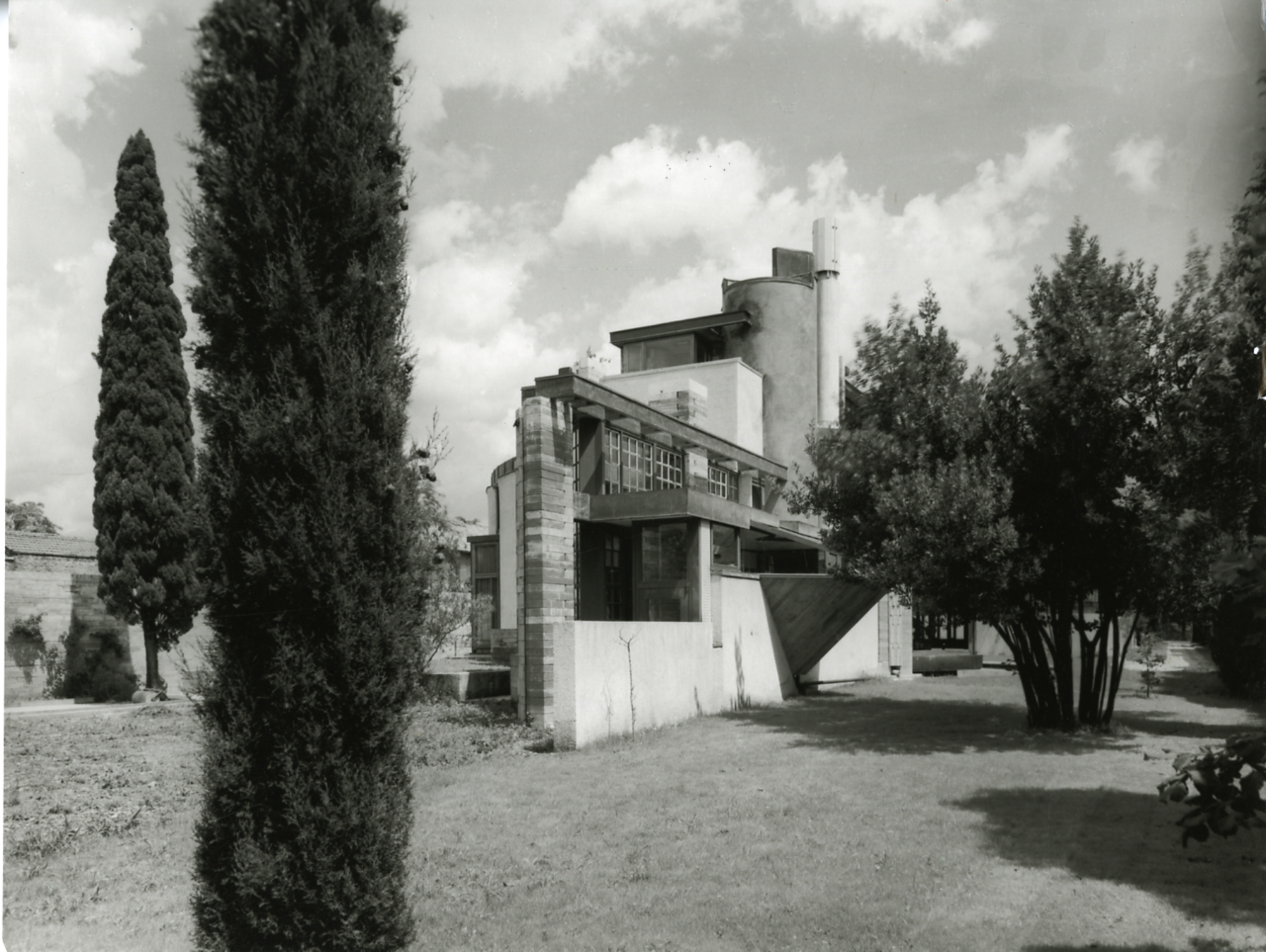
La parte posteriore della villa con il giardino. Foto di Paolo Monti, 1961.

Carlo Scarpa costruì la residenza a partire dal 1955 per la famiglia Veritti, la stessa per la quale aveva progettato la cappella cimiteriale. La villa costituisce uno dei primi progetti di edilizia residenziale di Scarpa, il quale vi sviluppò numerose caratteristiche comuni alla sua successiva produzione.
Casa Veritti ha mantenuto negli anni la sua fisionomia originale, con solo piccole modifiche e un intervento di adeguamento e restauro conservativo dopo 40 anni dalla sua costruzione.
Nel 2006 lo spazio circostante la villa è stato parzialmente lottizzato, alterando il delicato equilibrio tra interno ed esterno pensato dal progettista. Gli edifici cresciuti attorno sovrastano l'edificio, in particolare a est e nord.

## Descrizione

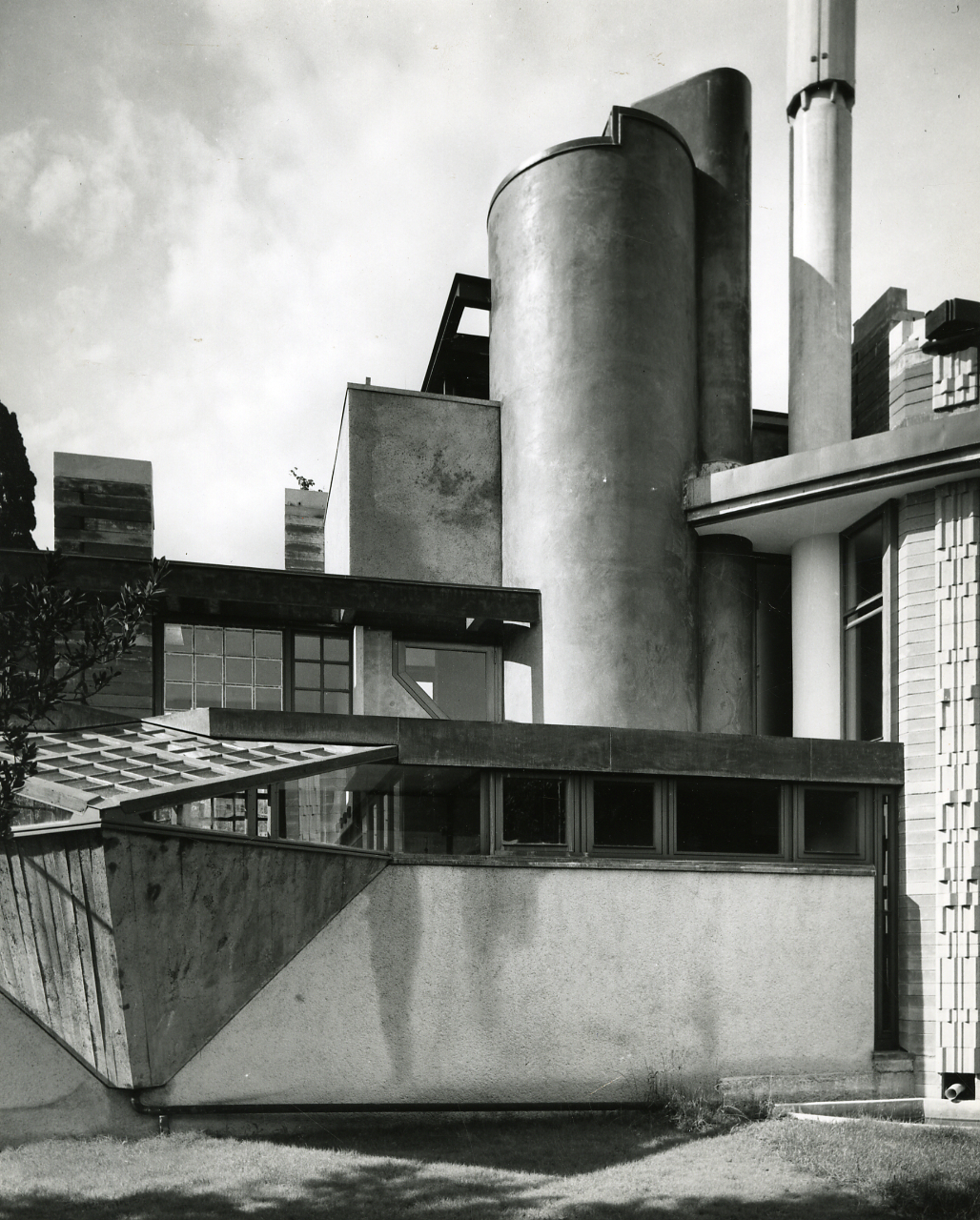
La villa fotografata da Paolo Monti nel 1961

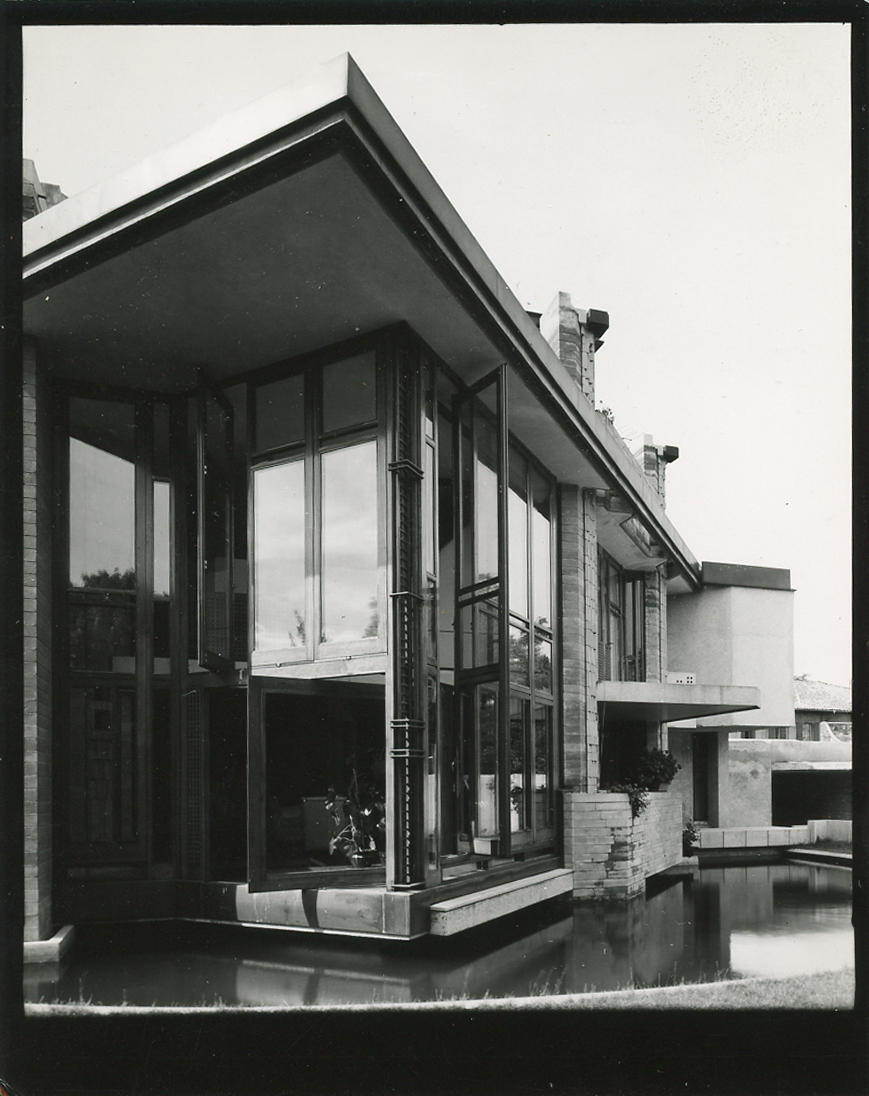
Le ampie vetrate che caratterizzano alcuni prospetti dell'edificio. Foto di Paolo Monti, 1961.

Scarpa imposta la pianta della villa sulla forma di un cerchio al centro del lotto. La casa si sviluppa su due piani fuori terra, rispettivamente dedicati a zona giorno e zona notte, più un attico, collegati da una elegante scala in legno. Al fine di creare uno spazio fluido tra i piani si è fatto uso di ampie interruzioni dei solai; anche all'interno di ogni piano non vi sono rigide separazioni tra uno spazio e l'altro, utilizzando piuttosto mobili e altri elementi per dividere gli ambienti; tutti gli arredi interni, sia in legno sia in pannelli finiti a stucco, furono disegnati da Scarpa.
L'architetto fece ampio uso per questa residenza di pareti cilindriche piuttosto che setti rettilinei, utilizzando robusti pilastri per ridurre la necessità di pareti.
Una delle caratteristiche salienti di villa Veritti è il rapporto tra interno ed esterno: ogni percorso o apertura dell'edificio venne progettato da Scarpa in funzione della vista sul giardino: l'architettura del giardino e la collocazione delle piante fu a sua volta studiata in modo assai preciso, così da stabilire una connessione tra l'interno e spazio esterno. Lo spazio ridotto e la forma stretta e allungata del lotto non consentivano all'architetto di dotare l'edificio di un vero e proprio giardino, quindi egli piegò l'architettura fino a portare il giardino all'interno dell'edificio, creando un giardino d'inverno e schermando accuratamente con i muri le viste non volute dell'esterno, considerato anche il contesto di periferia. Furono utilizzate invece ampie vetrate continue a tutta altezza per altre parti, in particolare verso sud - dove si riflettono sullo specchio d'acqua - e verso il giardino d'inverno.
Scarpa si impegnò per creare ambienti pieni di luce. Le pareti e il soffitto sono semilucidi, i pavimenti sono piastrellati, mentre il pavimento in camera da letto è rivestito in legno. Materiali e tecniche utilizzate sono quelli divenuti ricorrenti nelle architetture di Scarpa: lo stucco veneziano, l'intonaco trattato con latte di calce spatolato, il calcestruzzo martellinato, le boiserie in mogano.

Foto di Paolo Monti di dettagli dell'edificio, 1961
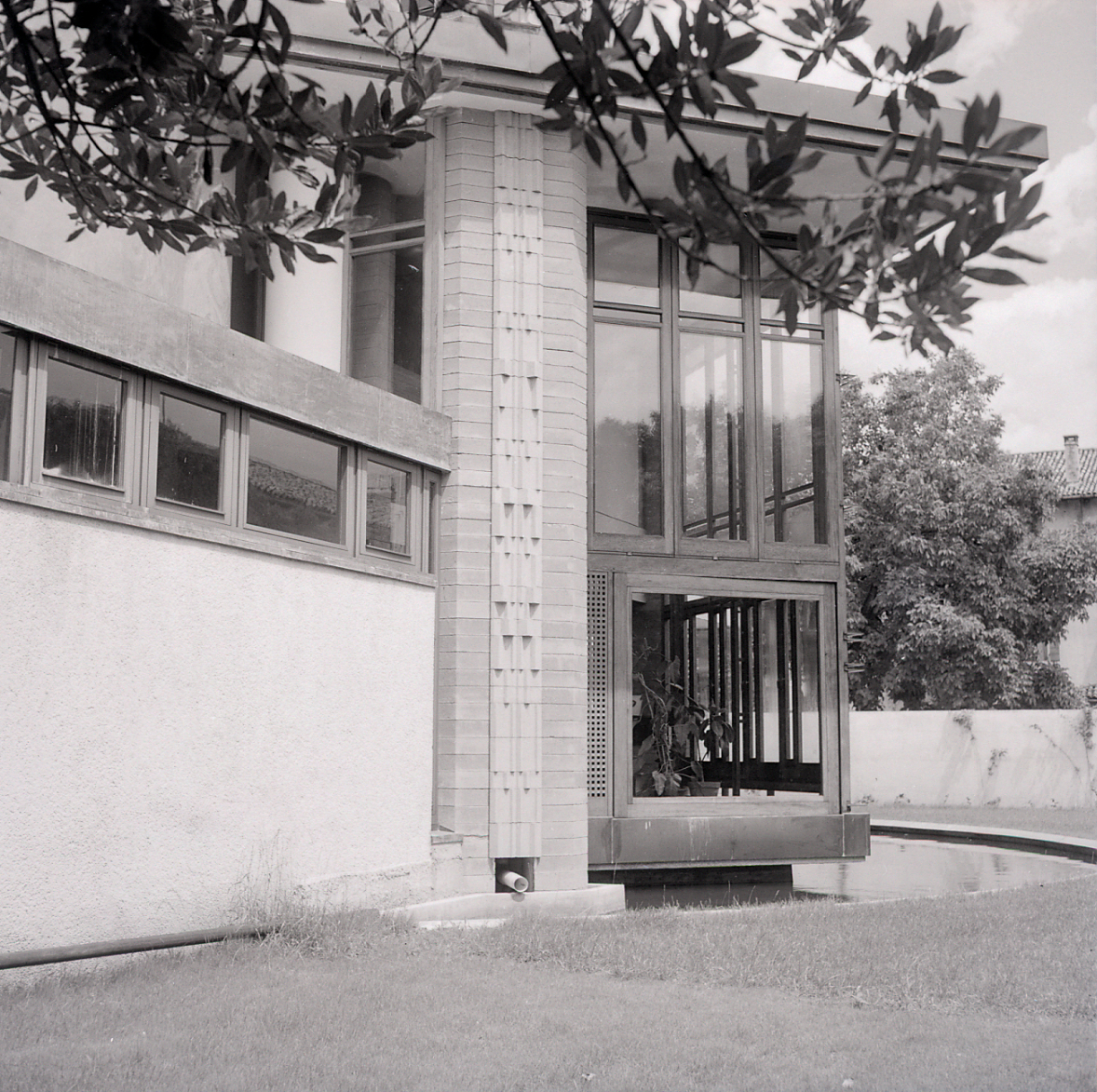
Vista dal giardino: lo specchio d'acqua
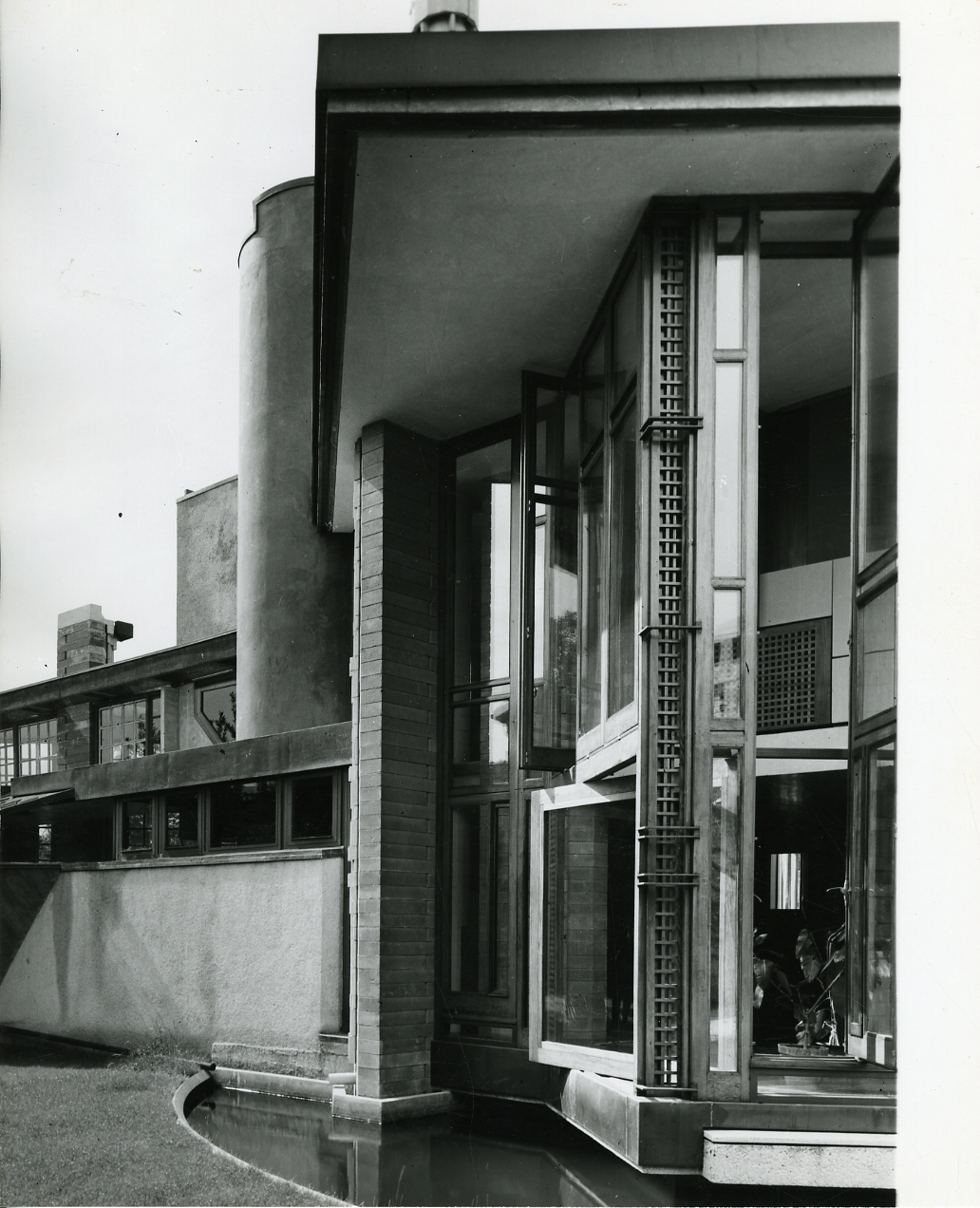
Esterno con affaccio sullo specchio d'acqua
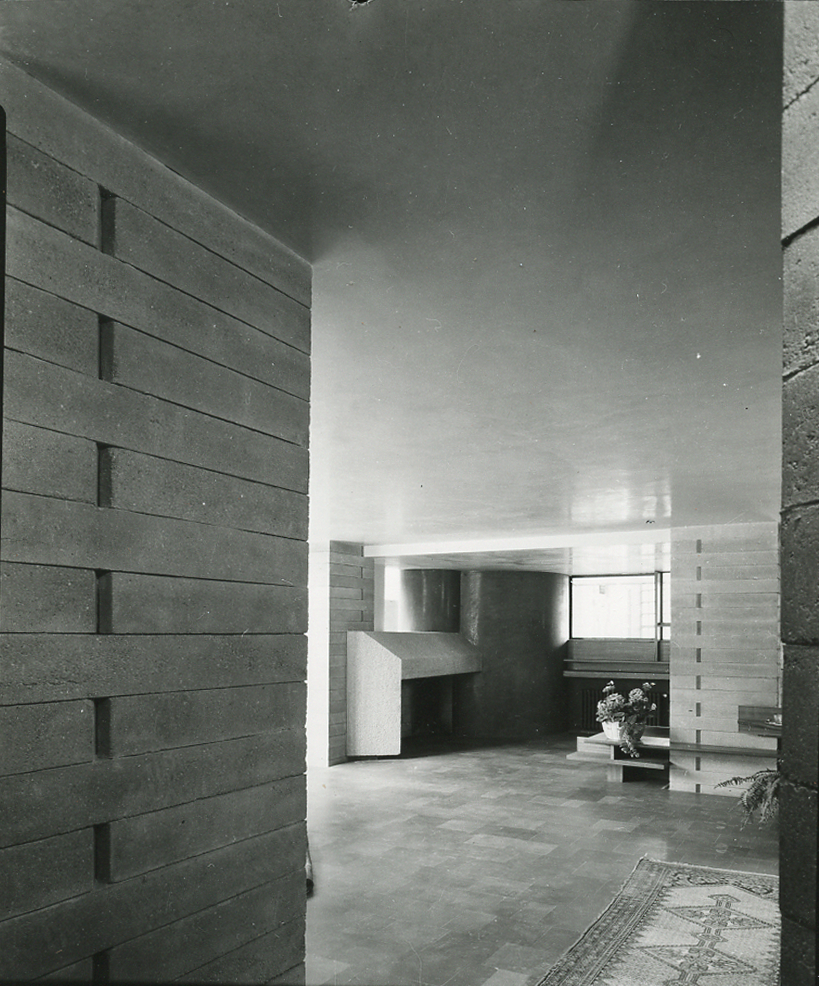
Interni della villa
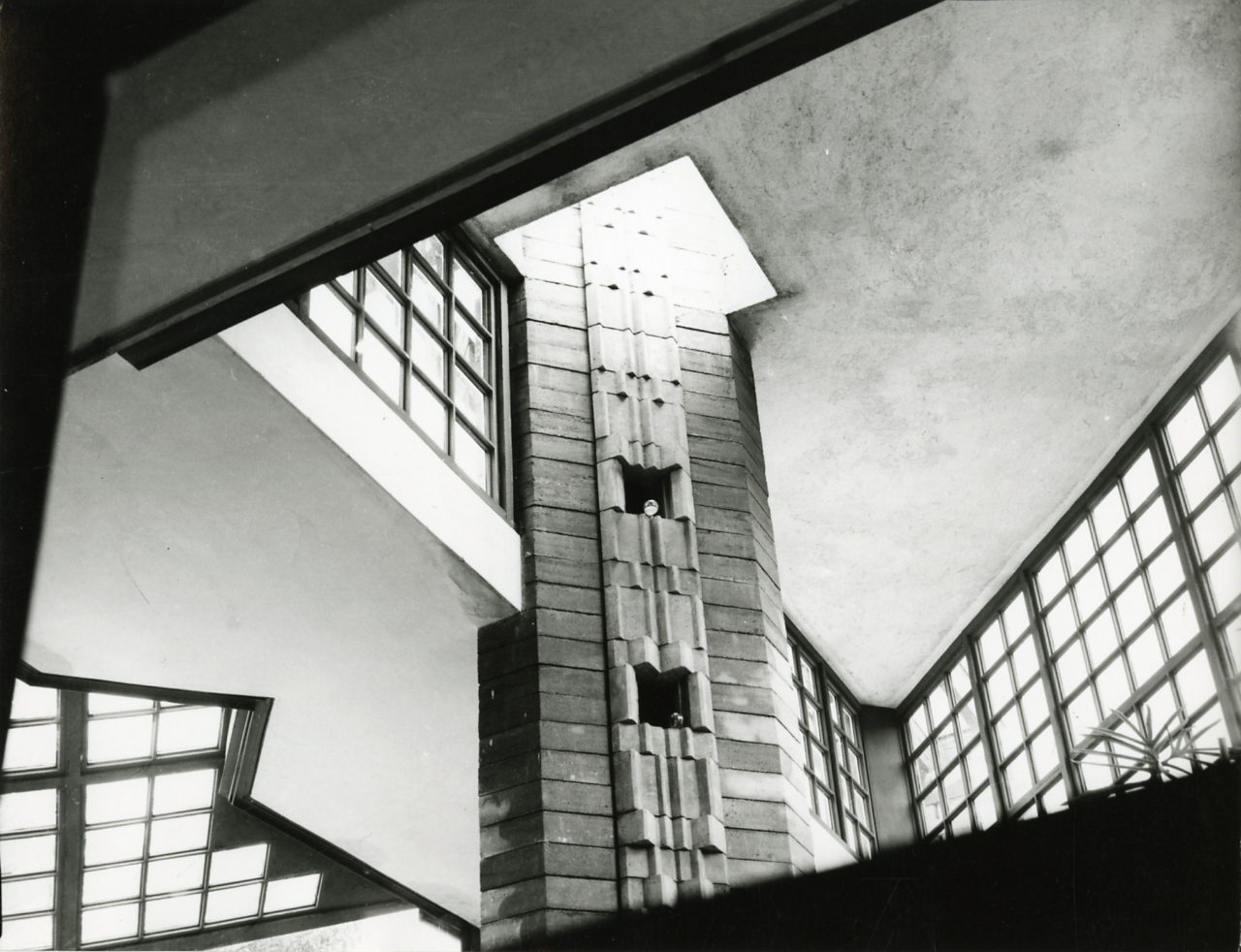
L'ampio utilizzo di vetrate e bucature nei solai conferiscono agli interni una particolare fluidità e luminosità
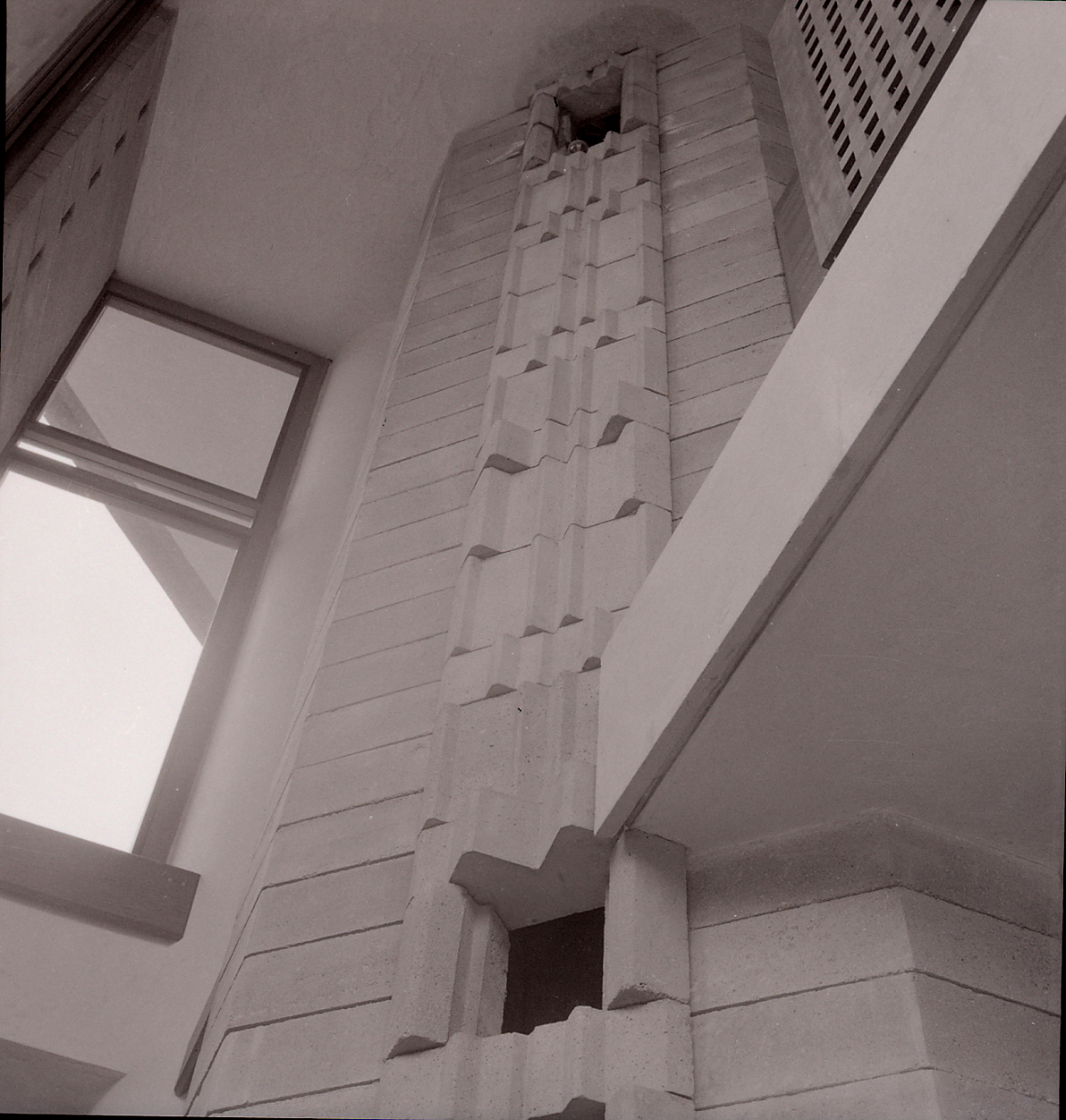
Interni della villa: area a doppia altezza
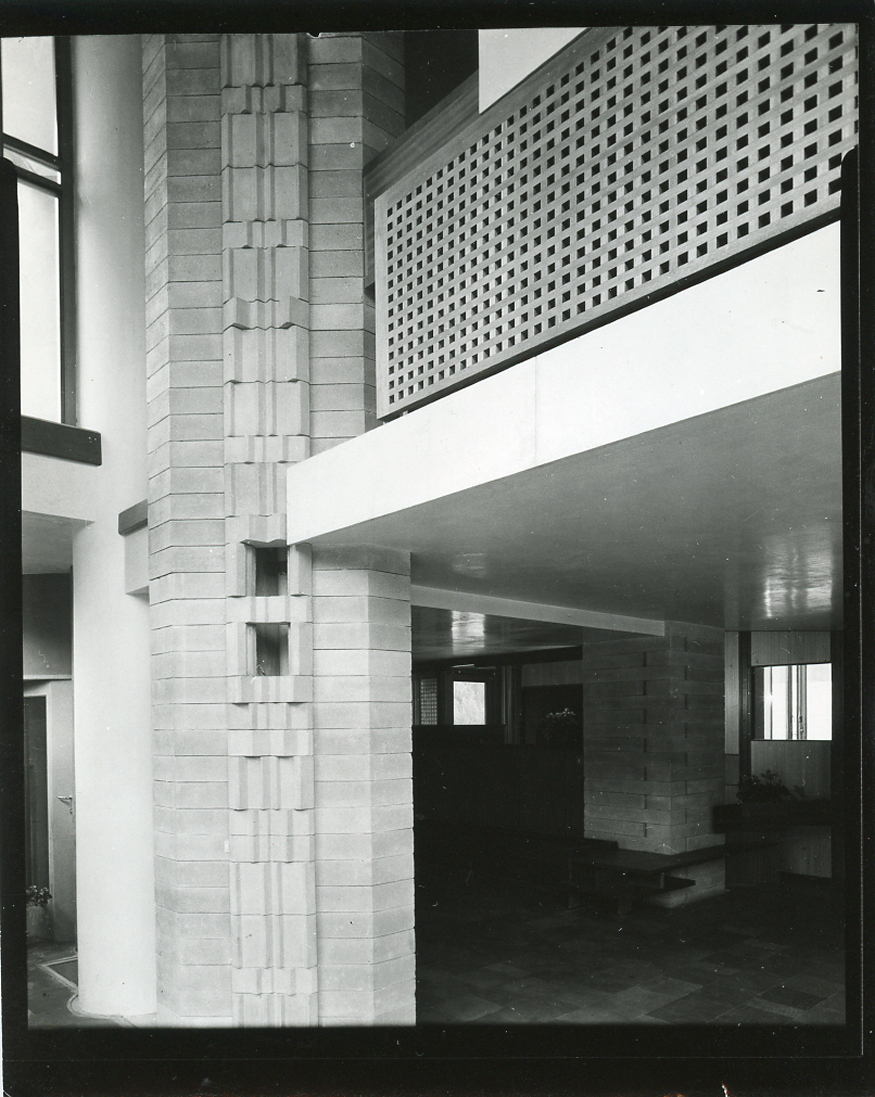
I due piani principali nei quali si sviluppa l'edificio